# 蓬萊山 (滋賀県)
蓬萊山（ほうらいさん）は、比良山地中部に属する山である。比良山地の中では武奈ヶ岳に次ぐ高峰であり、日本三百名山の一つに数えられる。

## 概要
蓬萊山を含む比良山地一帯は琵琶湖国定公園に指定されている。山頂には一等三角点「比良ヶ岳」が設置され1,173.94 mとなっている。
琵琶湖東岸からは比叡山から比良山地まで続く山並みが望まれ、中でも蓬萊山は雄大な山容を呈している。比良山地は古生層へ貫入した花崗岩からなり、東側は断崖となっているため屏風のような山が聳えている。
蓬萊とは元来中国の伝説で仙人が住む東海にある霊山であり、比良山地も修験者の霊山であったことに由来するとされる。
山頂南側にはクマザサの高原が広がる。冬には日本海側からの寒波を受け止めるため積雪が多く、山頂北側にはびわ湖バレイスキー場が広がる。

## 登山ルート
湖西線蓬萊駅から薬師滝、小女郎峠1,101 mを経て、稜線を北上し山頂に至るルートと志賀駅から打見山1,103 mを経て稜線を南下して山頂に至るルートがあるが、打見山までかつてはびわこアルプスゴンドラがあり、2008年にゴンドラが廃止され、新たにロープウェイが設置されている。

## ギャラリー

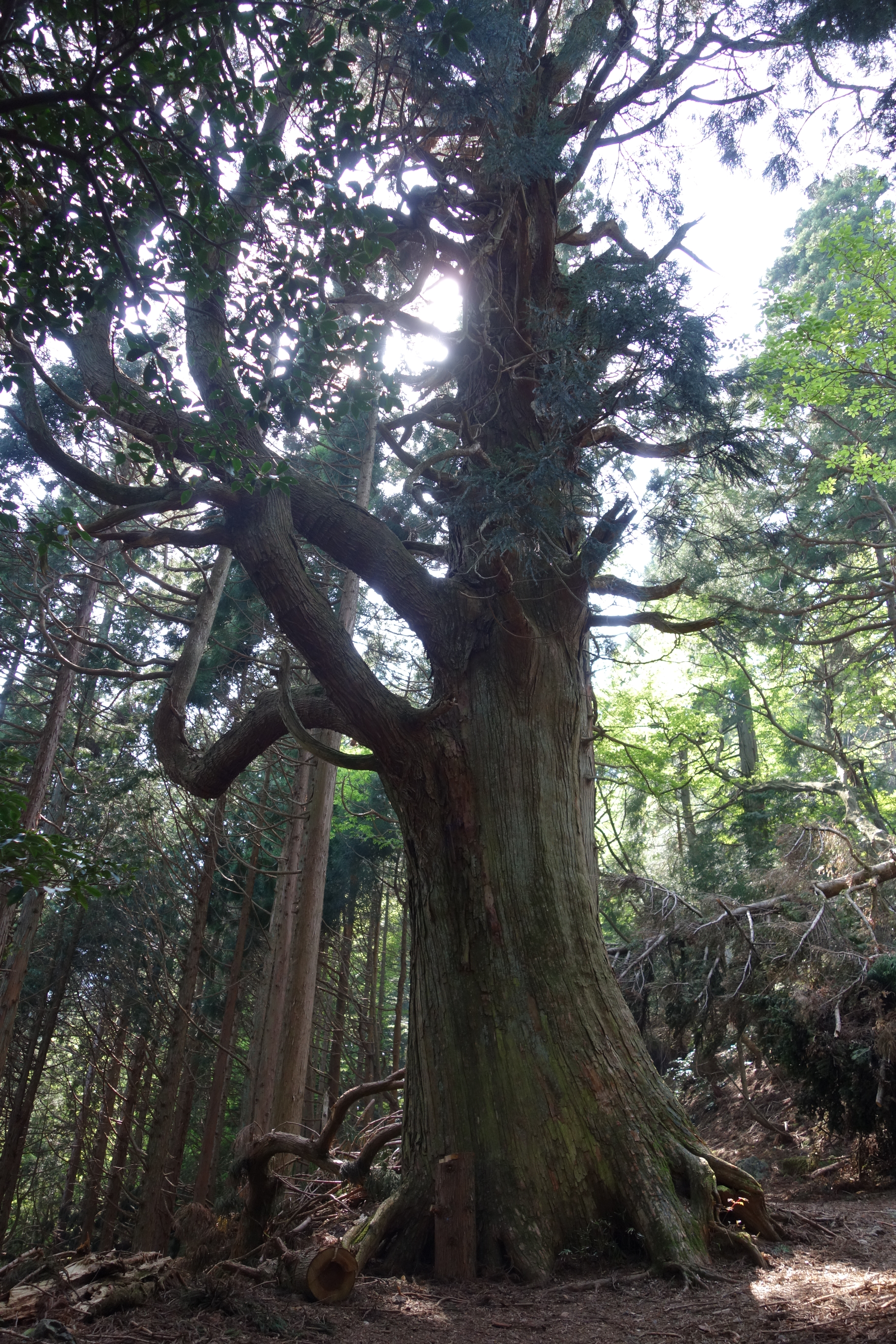
キタダカ道の天狗杉
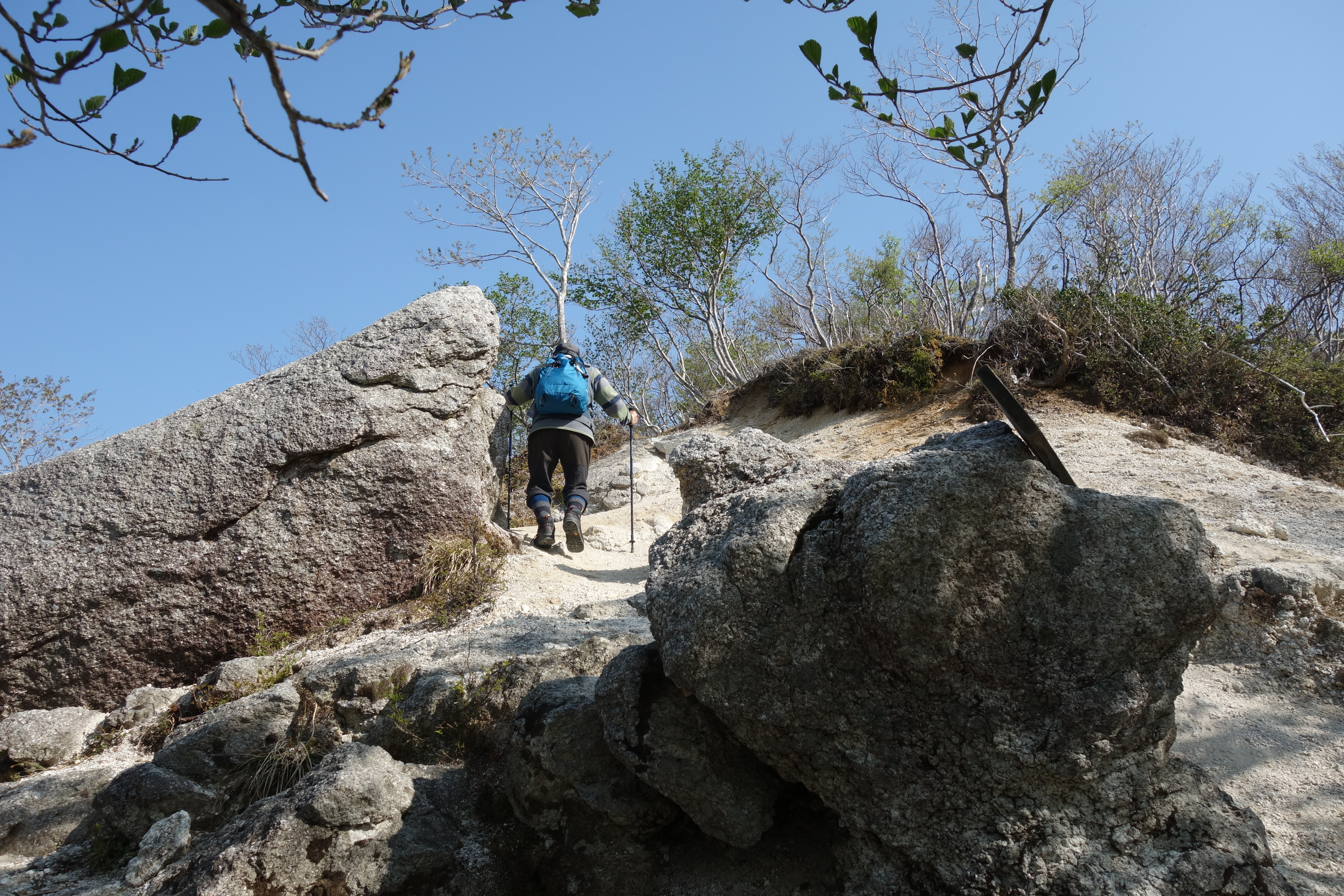
クロトノハゲ（キタダカ道）
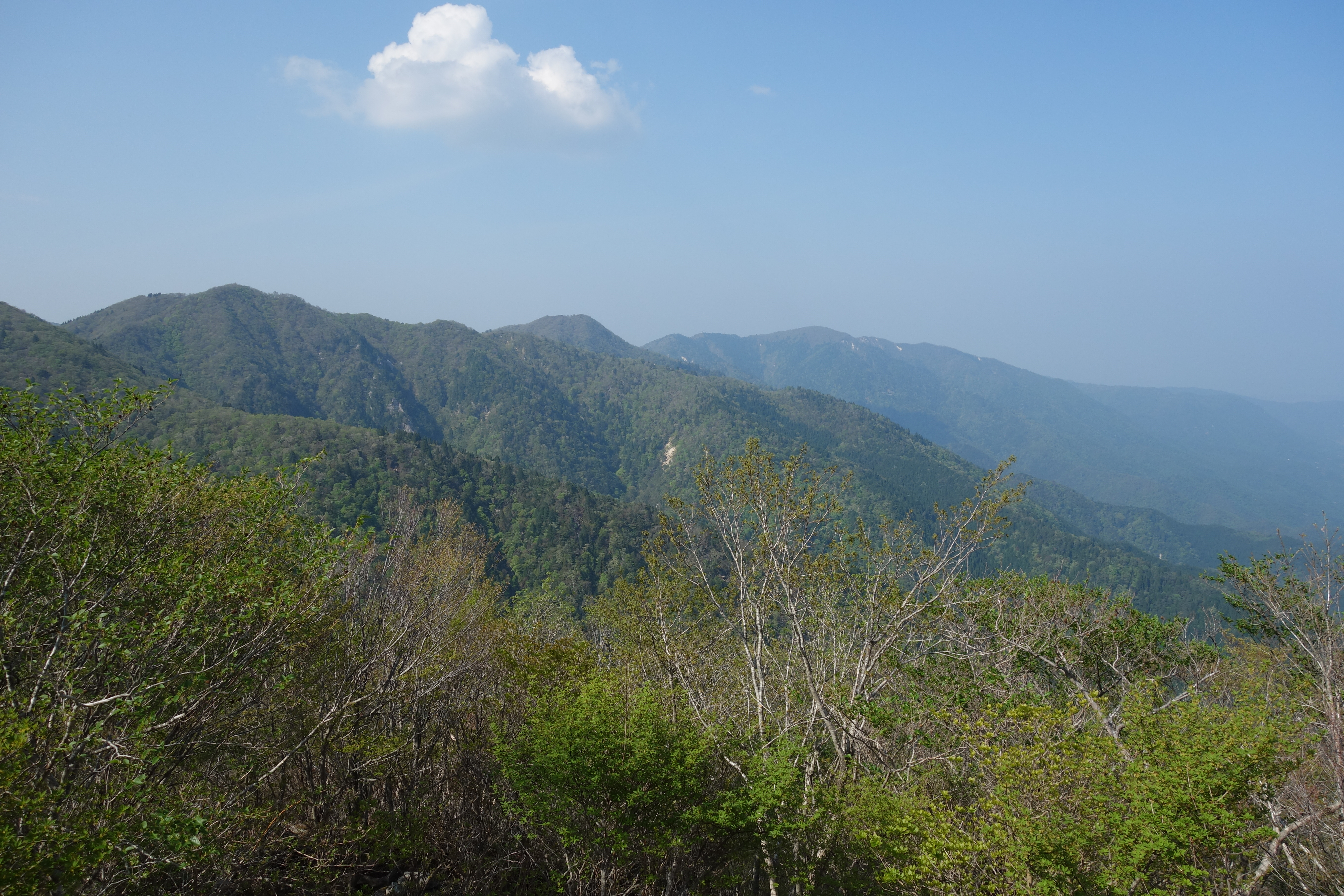
クロトノハゲからの展望（真ん中に堂満岳）
蓬萊山からの琵琶湖
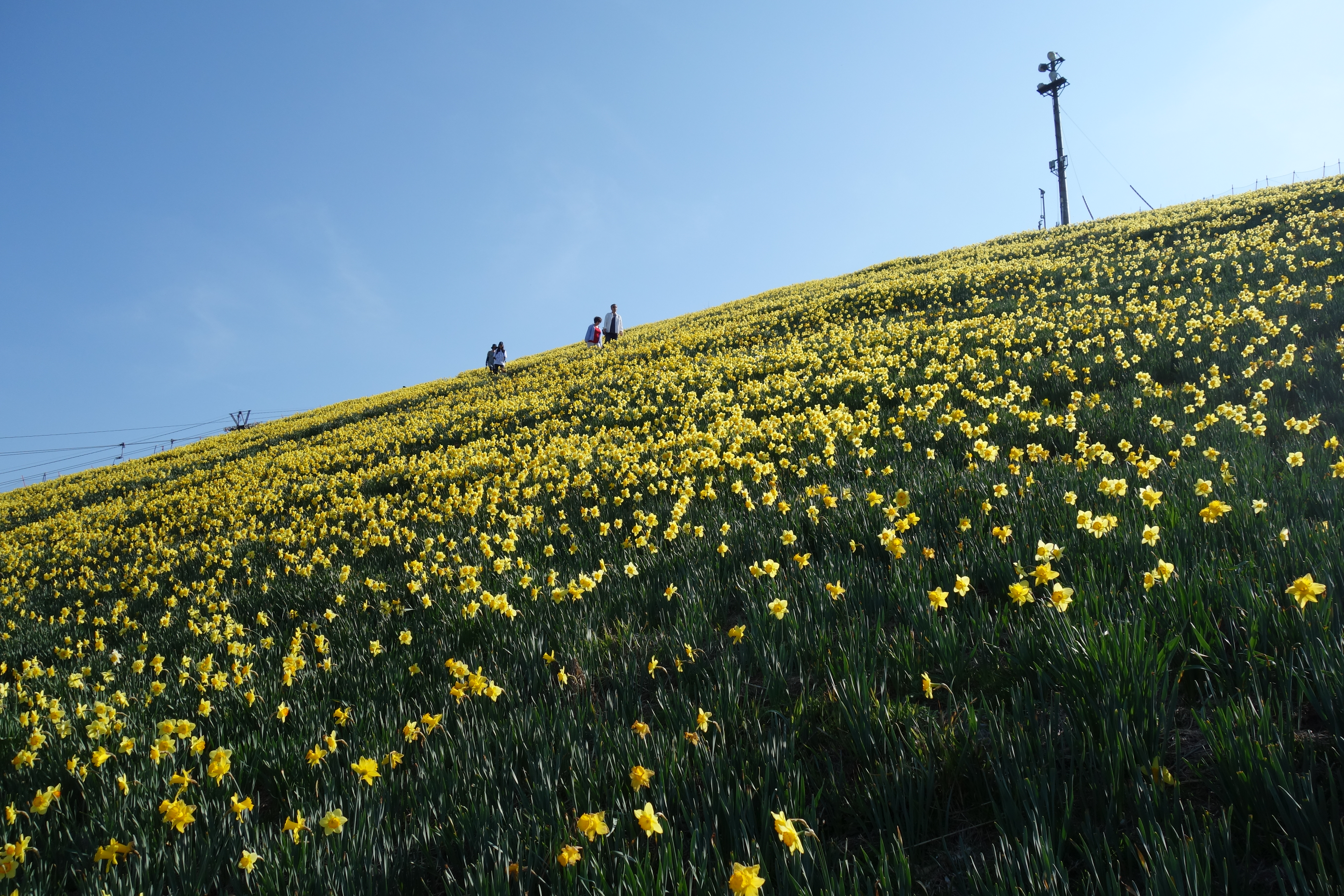
蓬萊山の水仙
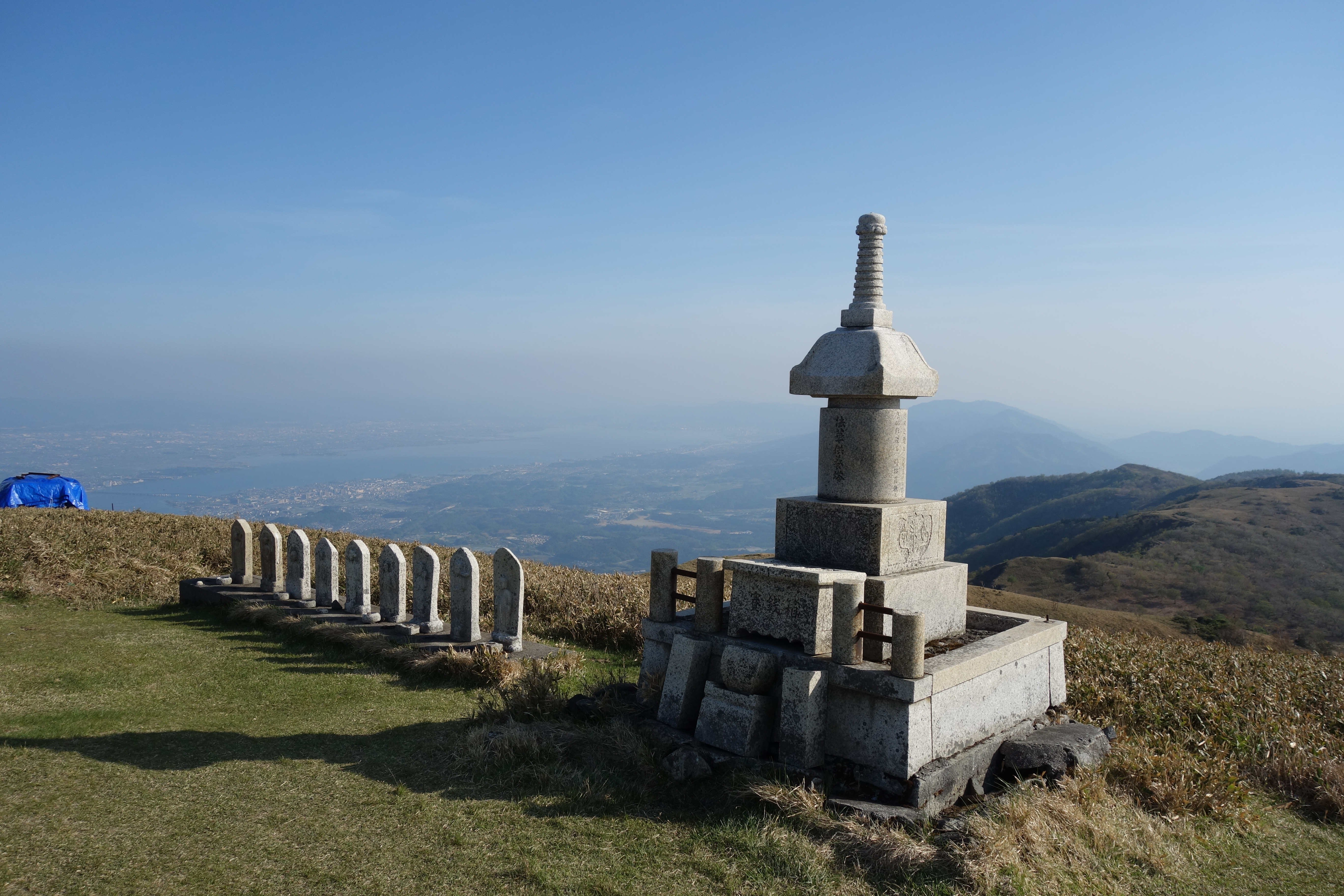
山頂（塔の右奥に比叡山が見える）
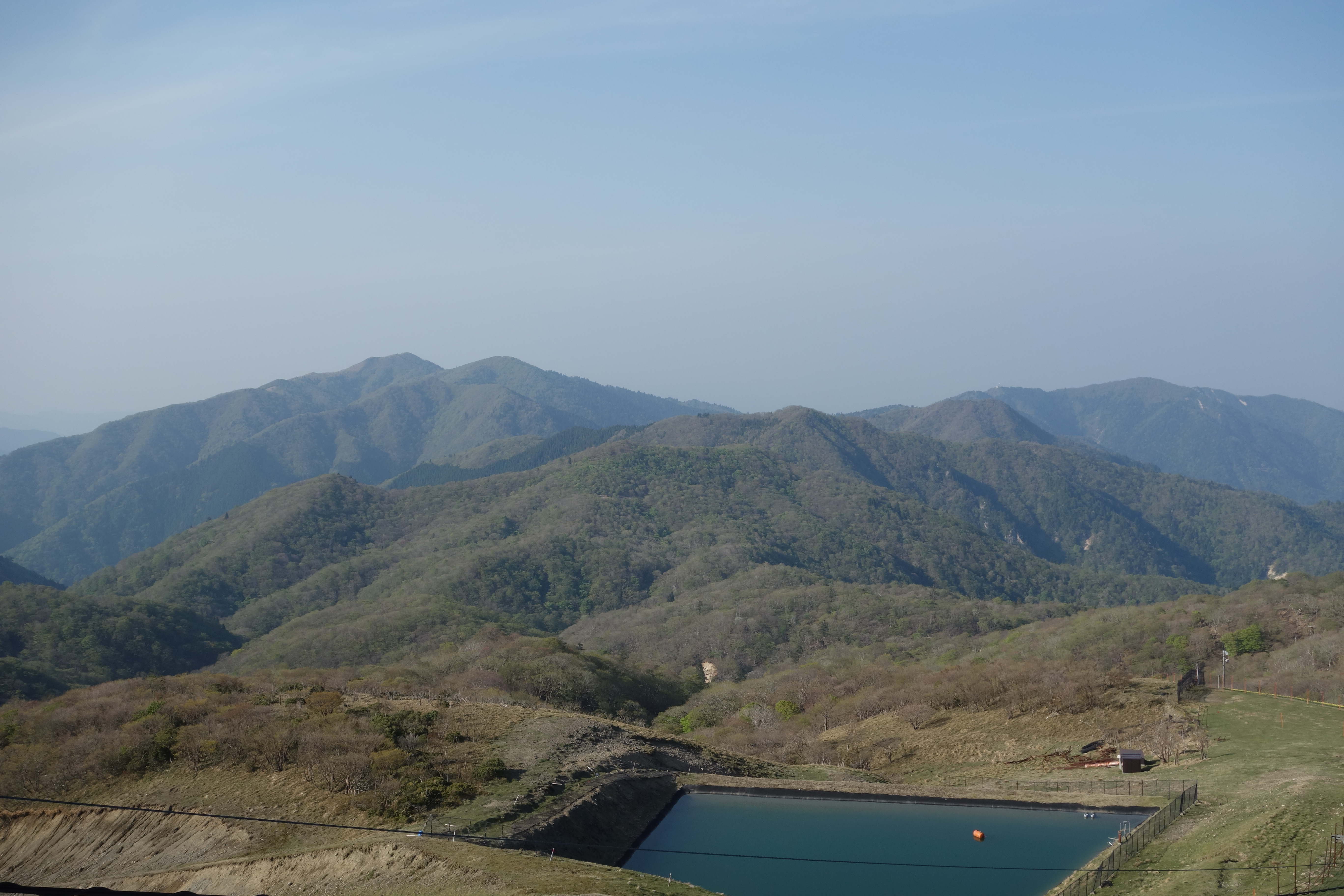
山頂からの武奈ヶ岳（左奥）
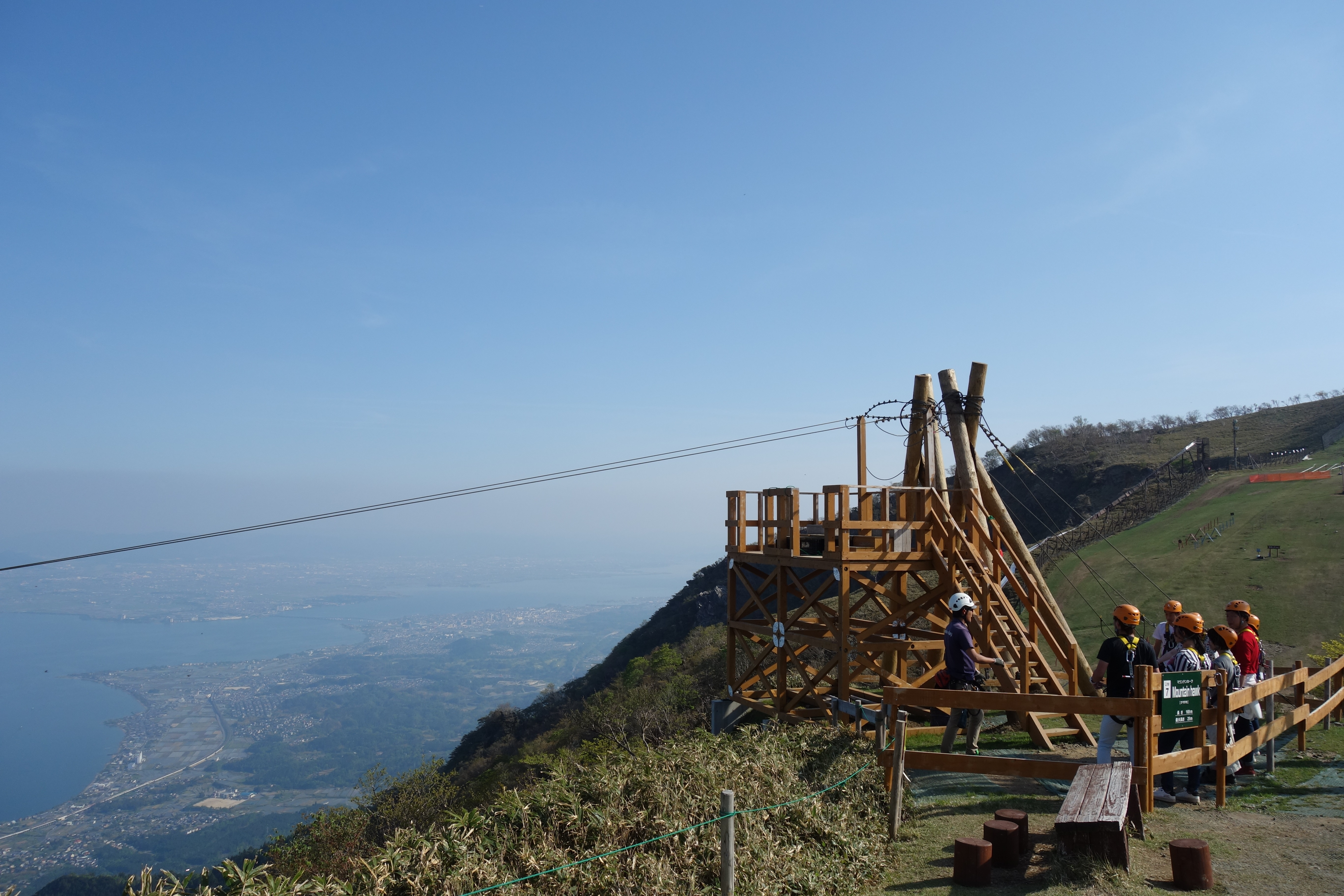
蓬萊山のジップライン